# سابوتاژ (فیلم ۲۰۱۴)
سابوتاژ (به انگلیسی: Sabotage) یا خرابکاری فیلمی به کارگردانی دیوید آیر، نویسندگی اسکیپ وودز و دیوید آیر محصول سال ۲۰۱۴ میلادی است.

## بازیگران
- آرنولد شوارتزنگر در نقش John “Breacher” Wharton, the commander of an elite squad of اداره مبارزه با مواد مخدر آمریکا operatives.[۳]
- سم ورتینگتون در نقش James "Monster" Murray
- اولیویا ویلیامز در نقش Investigator Caroline Brentwood
- میری انوس در نقش Lizzy Murray
- ترنس هاوارد در نقش Julius "Sugar" Edmonds
- جو مانگانیلو در نقش Joe "Grinder" Phillips
- جاش هالووی در نقش Eddie "Neck" Jordan
- هارولد پرینوا در نقش Jackson
- مارتین دونوان در نقش Floyd Demel
- مکس مارتینی در نقش Tom "Pyro" Roberts
- کوین وانس در نقش Bryce "Tripod" McNeely
- گری گروبس در نقش Lou Cantrell
- رالف مولر[۴][۵]